# Jar of Flies
Jar of Flies – trzeci minialbum amerykańskiego zespołu muzycznego Alice in Chains, opublikowany 25 stycznia 1994 nakładem wytwórni Columbia. Tygodniowa sesja nagraniowa odbyła się w London Bridge Studio w Seattle w stanie Waszyngton. Produkcją epki zajęli się muzycy, którzy przygotowali siedem premierowych utworów. W stosunku do poprzednich wydawnictw, istotny wkład w komponowanie, poza duetem Layne Staley–Jerry Cantrell, mieli też pozostali członkowie, Mike Inez i Sean Kinney. Jar of Flies uchodzi za kontynuację akustycznego i melancholijnego brzmienia, zapoczątkowanego na Sap (1992). Jest on również pierwszym materiałem nagranym wspólnie z nowym basistą Mikiem Inezem, który zastąpił zwolnionego w styczniu 1993 Mike’a Starra.
12 lutego 1994 minialbum zadebiutował na 1. pozycji w zestawieniu Billboard 200, przechodząc tym samym do historii jako pierwszy album wydany w formacie EP, który tego dokonał. Otrzymał on na ogół pozytywne recenzje od krytyków, którzy podkreślali, że mimo lżejszych aranżacji, utwory wciąż zachowują mroczny i przygnębiający charakter. Jar of Flies był promowany przez single „No Excuses” i „I Stay Away”, z czego druga z kompozycji uzyskała w 1995 nominację do nagrody Grammy w kategorii Best Hard Rock Performance.
Jar of Flies okazał się sukcesem komercyjnym, odnotowując wysoką sprzedaż. 24 kwietnia 1994, przekroczywszy próg 15 tys. kopii w Nowej Zelandii, uzyskał od stowarzyszenia Recorded Music NZ (RMNZ) certyfikat platyny. 31 sierpnia 1994 – po osiągnięciu 200 tys. sprzedanych egzemplarzy w Kanadzie – epka otrzymała od organizacji Music Canada (MC) certyfikat 2-krotnej platyny. 1 stycznia 1995 Jar of Flies, osiągnąwszy wolumen w liczbie 60 tys. kopii w Wielkiej Brytanii, otrzymał od British Phonographic Industry (BPI) certyfikat srebrnej płyty. 19 września 1995 przekroczył w Stanach Zjednoczonych sprzedaż na poziomie 1,5 miliona, dzięki czemu amerykańskie zrzeszenie wydawców muzyki Recording Industry Association of America (RIAA) przyznało mu certyfikat 3-krotnej platyny. 5 sierpnia 2022 uzyskał do RIAA certyfikat 4-krotnej platyny.

## Geneza

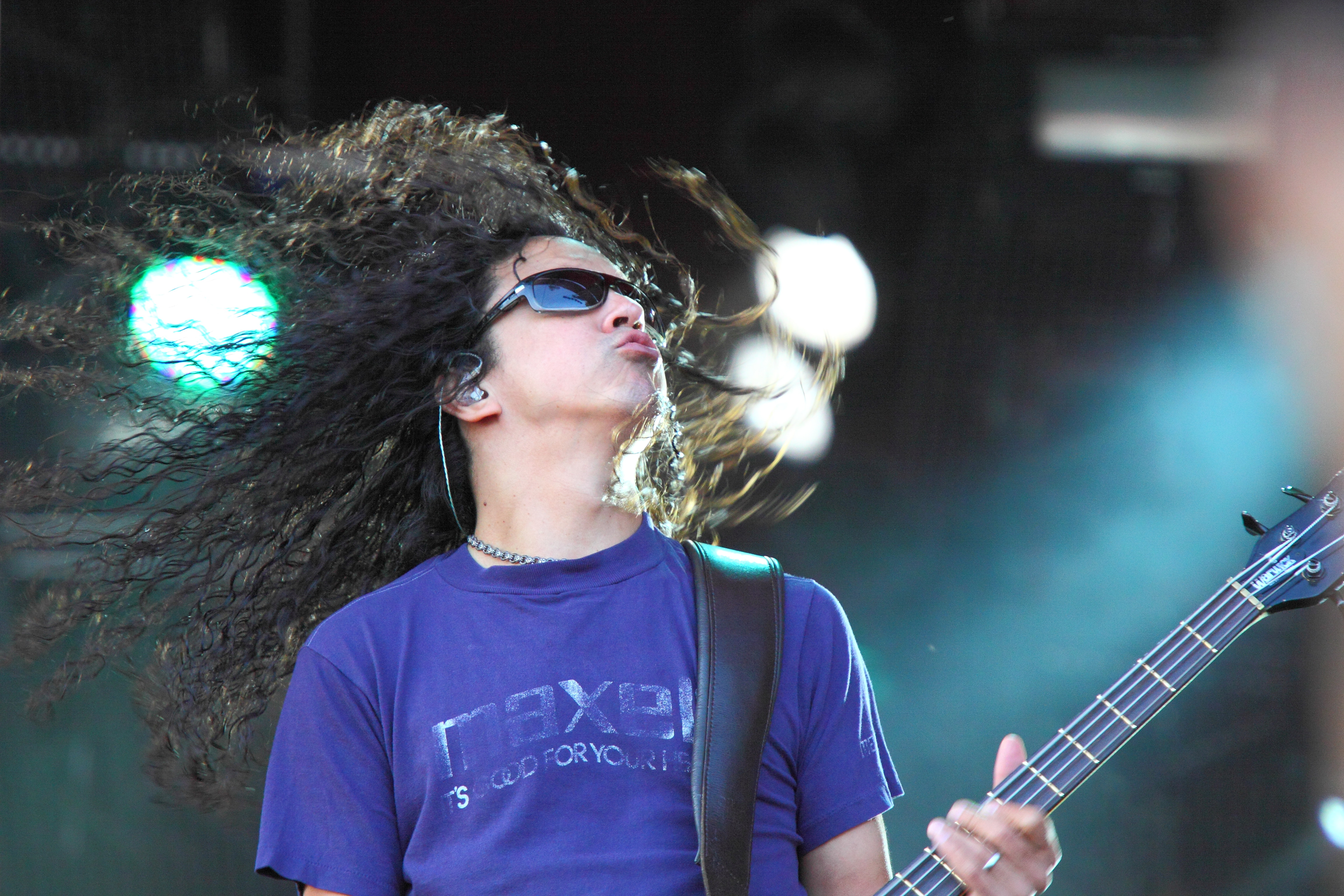
Mike Inez dołączył do zespołu w styczniu 1993, zastępując Starra

W styczniu 1993, w trakcie trwania trasy promującej drugi album studyjny Dirt (1992), w zespole Alice in Chains doszło do zmiany personalnej. Miejsce basisty Mike’a Starra zajął współpracujący z Ozzym Osbourne’em Mike Inez. Kontynuację tournée stanowiły występy na kontynencie europejskim oraz w Stanach Zjednoczonych od lutego do kwietnia. Korzystając z mniej napiętego kalendarza koncertowego, w kwietniu muzycy zarejestrowali w Bad Animals Studio w Seattle w stanie Waszyngton dwa utwory – „A Little Bitter” i „What the Hell Have I”, wykorzystane na ścieżce dźwiękowej do filmu Bohater ostatniej akcji (1993, reż. John McTiernan).
Od czerwca do sierpnia zespół występował jako jeden z headlinerów w ramach amerykańskiej 3. edycji festiwalu Lollapalooza. Jerry Cantrell zatelefonował do Toby’ego Wrighta z propozycją współpracy przy nowym materiale. Producent zareagował pozytywnie, rezerwując dziesięć dni w London Bridge Studio w Seattle. Pomimo zapewnień ze strony muzyka, zespół nie miał przygotowanych żadnych premierowych utworów przed inauguracją sesji. Kiedy Wright poprosił gitarzystę o przesłanie mu którejś z piosenek, Cantrell przekonał go, że zespół jest już w drodze do domu i wszystko będzie gotowe na miejscu.
Sean Kinney, odnosząc się do idei nagrania minialbumu, wspomniał: „Po graniu głośnej muzyki przez ostatni rok, chcieliśmy wrócić do domu, a ostatnią rzeczą jaką mieliśmy ochotę zrobić, to podkręcić nasze wzmacniacze od razu. Zrobiliśmy Jar of Flies by zobaczyć, jak to jest nagrywać z Mikiem Inezem. Po prostu poszliśmy do studia bez żadnego gotowego utworu, aby przekonać się jaka chemia jest między nami. To wszystko zaczęło się układać. Brzmienie i dźwięki były naprawdę dobre. Pomyśleliśmy, że wielkim marnotrawstwem byłoby niewydanie tego materiału”.

## Nagrywanie
Sesja rozpoczęła się 7 września 1993. Na miejscu okazało się, że zespół, mimo wcześniejszych zapewnień, nie ma przygotowanego żadnego materiału. Jedyny wyjątek stanowił utwór „Don’t Follow”, napisany przez Cantrella w trakcie europejskiej części trasy promującej Dirt (1992). Nie chcąc stracić dziesięciu dni zarezerwowanych w studiu, gitarzysta zaproponował, że grupa wykorzysta ten czas na jammowanie. „Najlepszy zespół na świecie tak po prostu jammujący? Cóż złego mogło się stać? Nie miałem nic lepszego do roboty” – wspominał Wright. Z kolei Layne Staley komentował na łamach „Hit Paradera”, że „gdy spotkaliśmy się i zaczęliśmy pisanie i nagrywanie, nie posiadaliśmy żadnej idei, nie wiedzieliśmy w którą stronę ma to zmierzać. To była część zabawy. Chcieliśmy jedynie udać się do studia na parę dni z naszymi gitarami akustycznymi i zobaczyć co się stanie. Dla nas było to jedynie doświadczenie, gdzie czterech facetów spotyka się razem w studiu i tworzy muzykę”.
Według Davida de Soli, autora książki Alice in Chains: The Untold Story (2015), proces pisania, nagrywania i miksowania przebiegał szybko. W ciągu tygodnia odbyły się dwie sesje. Pracowano intensywnie od 14 do 18 godzin dziennie. Pełniący rolę asystenta inżyniera dźwięku Jonathan Plum przyznawał, że sesja była wyczerpująca.
Znaczną część nowego materiału zarejestrowano na taśmie magnetycznej Digital Audio Tape (DAT). „Większość nagraliśmy na niej, ponieważ konwencjonalne taśmy 2-calowe posiadały tylko około 16 minut” – argumentował Wright, który chciał, by akustyczne brzmienie zespołu było „jak najbardziej naturalne”. „Jednym z żądań Layne’a było to, aby nie używać Pro Tools. Doskonale wiedział o swoich preferencjach dźwiękowych w studiu – a brzmienie analogowe było lepsze dla zespołu. Nagrane zostało w ciągu tygodnia na konsoli Neve 8068” – wspominał. Podkreślał również, że cała sesja była „płodna”, a utwory rejestrowano w większości za pierwszym lub drugim podejściem, ponieważ muzycy efektywnie nagrywali swoje poszczególne partie. Zdaniem Cantrella proces rejestracji przebiegał w sposób spontaniczny, a większość materiału nagrano za pierwszym podejściem. „Nawet nie myśleliśmy o strukturach piosenek, po prostu weszliśmy i jammowaliśmy. To było dość dzikie” – przyznawał. Niektóre z utworów, w wyniku improwizacji, w pierwotnych wersjach trwały znacznie dłużej niż w finalnym rezultacie, zamieszczonym na minialbumie.
Jednym z głównych zadań było skoncentrowanie się na brzmieniu gitar Cantrella. Wright wspominał, że w trakcie rejestracji ścieżek, w niektórych momentach wykonywano overdubbing poszczególnych partii akustycznych, a następnie poddawano je procesowi miksowania z pozostałymi. „Gdy członkowie zespołu nagrywali «na żywo», używałem różnych przetworników, które [Cantrell] miał w swoich gitarach w owym czasie, starając się trzymać dźwięk możliwie blisko brzmienia akustycznego. Dzięki temu odnosiło się wrażenie jakby była to gitara akustyczna, a nie elektroakustyczna”. Muzyk korzystał z gitar marki Ovation, starych modeli Fender Stratocaster i Gibson Les Paul (m.in. 1952 Goldtop) oraz ze wzmacniacza Twin Reverb Fender. Inez partie basu rejestrował przy użyciu akustycznego modelu firmy Guild.
By w pełni oddać akustyczny klimat, podczas nagrywania partii perkusji, Kinney, prócz używania standardowych pałek, w niektórych momentach korzystał ze specjalnych szczotek, stosowanych w bluesie i swingu, uzyskując efekt cichszego i delikatniejszego uderzenia. Nad zestawem zamontowano mikrofony AKG C414, przy tom-tomach i bębnie basowym ustawiono AKG D-12 oraz Sennheiser MD 421, nad werblem Shure SM57, a poniżej Sennheiser MD 441. Charakterystyczne synkopowane otwarcie partii perkusji w „No Excuses” uzyskano w wyniku improwizacji. Kinney odgrywał technikę polegającą na uderzaniu w obręcz werbla. Wright – który nie był zwolennikiem jej stosowania – przyznawał: „Ostatecznie zdecydowaliśmy się zlikwidować niektóre bongosy i mniejsze bębny usytuowane przy hi-hatcie, dzięki czemu włączyliśmy je do tego rytmu”.
Podobnie jak w przypadku Sap (1992), tak i na Jar of Flies zespół zaprosił gości do współpracy. W charakterze sesyjnym zagrali: April Acevez i Matthew Weiss na altówce oraz Justine Foy i Rebecca Clemons-Smith na wiolonczeli w „I Stay Away” i „Whale & Wasp”. David Atkinson, przyjaciel Chrisa Cornella, zarejestrował partie harmonijki ustnej w „Don’t Follow”.
Wszystkie teksty Staley pisał w trakcie sesji w studiu, po czym nagrywał wokale prowadzące i harmonie przy użyciu mikrofonu Neumann M-49. Proces rejestracji śpiewu przebiegał sprawnie; ścieżki nagrywano za pierwszym lub drugim podejściem. Cantrell nagrał wokal prowadzący w utworze „Don’t Follow”. Wright określał styl śpiewu gitarzysty jako „wspaniały”, wyróżniając przy tym doskonałą harmonię ze Staleyem. Sesja zakończyła się 14 września. Od 17 do 22 września Wright pracował nad procesem miksowania w Scream Studio w Los Angeles w stanie Kalifornia. Muzycy mieli jeszcze jeden bądź dwa gotowe utwory, lecz były one cięższe i bardziej „elektryczne”, przez co zdecydowali się zachować je na następny album studyjny.

## Analiza

### Muzyka

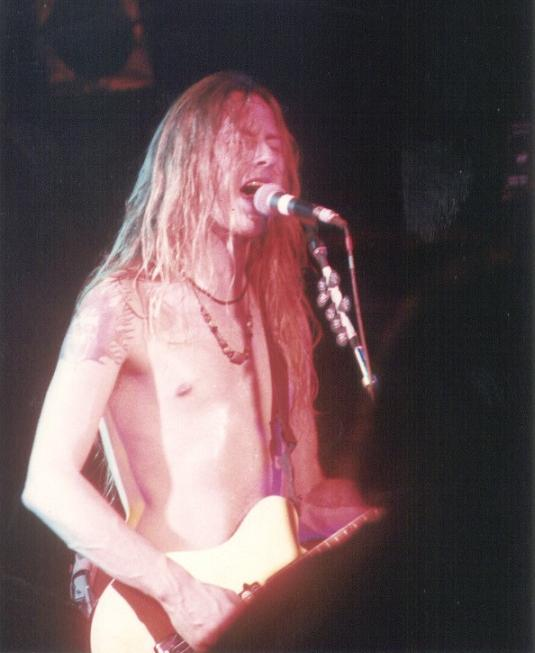
Na Jar of Flies gra Cantrella była bardziej delikatna i powściągliwa, przypominając twórczość R.E.M.

Paul Gallotta z magazynu „Circus” oceniał, że Jar of Flies, mimo iż jest równie mroczny jak Facelift (1990) i Dirt (1992), to reprezentuje stylistyczny zwrot. Utwory na minialbumie zbudowane są wokół czystego, akustycznego oraz elektrycznego grania rytmicznego z ekspresyjnym, nieco funkowym zastosowaniem efektu wah-wah przez Cantrella. Na Jar of Flies dominuje otwarte strojenie w tonacjach durowych. Niespełna 7-minutowy utwór „Rotten Apple” wyróżnia efekt talk box w stylu Franka Zappy i spontaniczne frazowanie. Cantrell wykorzystał w nim akord Em7, a samą muzykę uważał za jedną z najlepszych, jaką udało mu się skomponować. W singlowym „I Stay Away” zastosował alternatywny i bardziej otwarty schemat D (Db-Ab-Db-Gb-Bb-Eb). „No Excuses” opiera się na „brzęczącej” (ang. jangly) zmianie akordów durowych z A na B z otwartymi strunami B i E w stylu R.E.M. Instrumentalny „Whale & Wasp” – który gitarzysta skomponował w wieku 18 lub 19 lat – posiada śpiewną melodię i otwarty akustyczny akord, nawiązujący do tradycji folkowej, połączony z brzmieniem wiolonczeli. Z kolei zamykający zestaw „Swing on This” cechuje powtarzalny akord Ab, przeskakujący do charakterystycznego, chromatycznego metalowego groove’u.
Z uwagi na przewagę instrumentów akustycznych, Jar of Flies uważany jest za kontynuację brzmienia zapoczątkowanego na Sap (1992). Płyta pokazuje zespół od innej strony muzycznej i szeroki zakres możliwości, oferując szereg utworów o akustycznej teksturze, zawierającej m.in. elementy AOR, bluesa, blues-rocka, folk rocka, jangle popu, rocka alternatywnego i rocka klasycznego. W stosunku do poprzednich wydawnictw, większy wkład w komponowanie, poza Staleyem i Cantrellem, mieli też Inez i Kinney. Cechą charakteryzującą Jar of Flies jest duża różnorodność materiału; począwszy od melancholijnego „Nutshell”, przez utrzymany niemal w popowym brzmieniu „No Excuses”, będący połączeniem gitary akustycznej z przesterowaną gitarą elektryczną, cięższym basem oraz smyczkami „I Stay Away”, instrumentalny AOR „Whale & Wasp”, nawiązujący do twórczości R.E.M. balladowo bluesowy „Don’t Follow” z harmonijką, po zainspirowany jazzem „Swing on This”. Delikatniejsza i powściągliwsza gra na gitarze Cantrella w większym stopniu przypomina harmonie R.E.M., a odejście od tradycyjnych metalowych konwencji miało wpływ na technikę wokalną Staleya, która stała się znacznie bliższa tradycji „białego” blues-rocka.

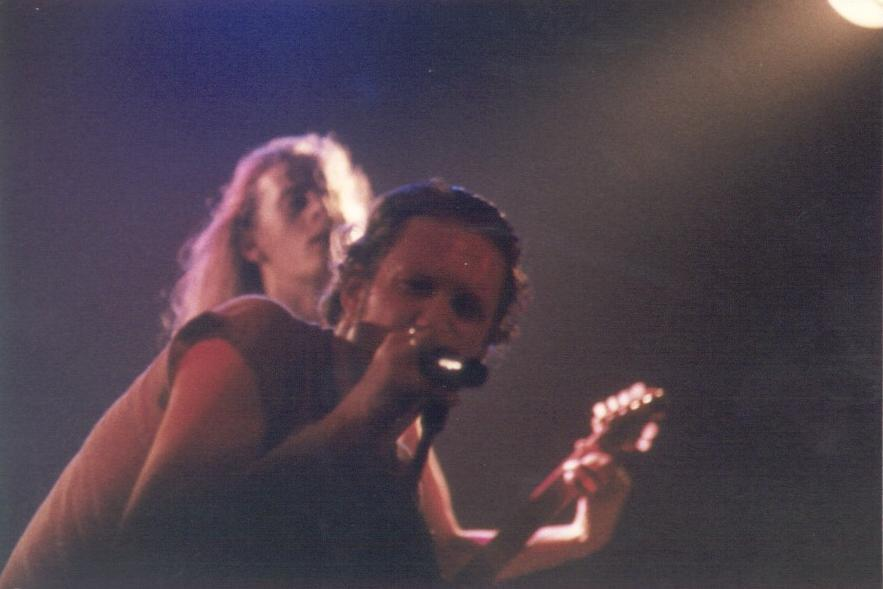
Magazyn „Guitarist” opisał duety wokalne Cantrella i Staleya jako „beatyfikowane, pokręcone harmonie, jakich świat nie widział od czasu najlepszego produktu muzyki pop, Rubber Soul [1965, The Beatles]”

Steve Huey z AllMusic podkreślał, że „nastrój jest wciąż beznadziejnie ponury, ale wzruszający; intrygujący ton rodzi poczucie akceptacji, która rzeczywiście jest kojąca. Rozwiązania Jerry’ego Cantrella stają się coraz bardziej szczegółowe i ułożone; podczas gdy jest kilka hałaśliwych momentów, większość Jar of Flies skąpana jest w czystej, migoczącej atmosferze, której źródło jest trudne do zdefiniowana”. Tom Sinclair z magazynu „Entertainment Weekly” „No Excuses” porównał do rocka klasycznego lat 70., a „Swing on This” opisał jako „postmodernistyczne boogie-woogie”. Podwojone harmonie w „I Stay Away” recenzenci przyrównywali do skrzyżowania The Beatles z duetem Simon & Garfunkel.
Daina Darzin pisała na łamach branżowego „Kerrang!”, że „«Nutshell» „cechuje się nieposkromionym, rytmicznym i marzycielskim klimatem o odcieniach Pink Floyd, wstawiającym się w osiągnięcie apogeum smugi dźwięku”. Paul Evans z „Rolling Stone’a” uważał, że wokale Staleya w „Rotten Apple” i „Swing on This” – które dziennikarz przyrównywał do działalności zespołów Kansas i Styx – w połączeniu z pracą gitar Cantrella, przywołują na myśl dokonania Black Sabbath, wywołując przy tym patos i gniew. Greg Kot w recenzji zamieszczonej w książce Rolling Stone Album Guide (2004) napisał: „Jar of Flies może być zaprojektowany jako przerwa między wielkimi albumami, jednak ten minialbum z siedmioma utworami brzmi jak odpowiedź Alice na Led Zeppelin III [1970] – inspirowane tempem. Głos Staleya płynie z gitarami akustycznymi, harmonijką ustną i smyczkami, a melodie należą do najbardziej trwałych”.
Grzegorz Kszczotek z „Tylko Rocka” twierdził, że „ta krótka płyta jest chyba jakąś reakcją na inność anglosaskiej kultury muzycznej, ale też nie brak tu folk rockowych wątków, nierozerwalnie kojarzących się z hippisowskim zachodnim wybrzeżem Stanów Zjednoczonych. Podobieństwo harmonii wokalnych do Crosby, Stills and Nash nie jest chyba czystym przypadkiem…”. „Don’t Follow” zestawiał z twórczością Bruce’a Springsteena, a „Swing on This” opisywał jako „skoczne, pobrzmiewające jazzem granie i zadziorny śpiew w konwencji boogie. Nawet solo gitary trzyma się czystego brzmienia staromodnego bluesa”. Stanowi on parodię swingowych big-bandów pokroju Glenn Miller Orchestra. Kinney odgrywał improwizacyjnie partię perkusji, po czym dołączył do niego Cantrell i wspólnie namówili Ineza do zagrania „najgłupszej linii basowej” – głos basisty można usłyszeć na końcu utworu; Inez zajrzał do kabiny, mówiąc: Toby’s still laughing).

### Teksty

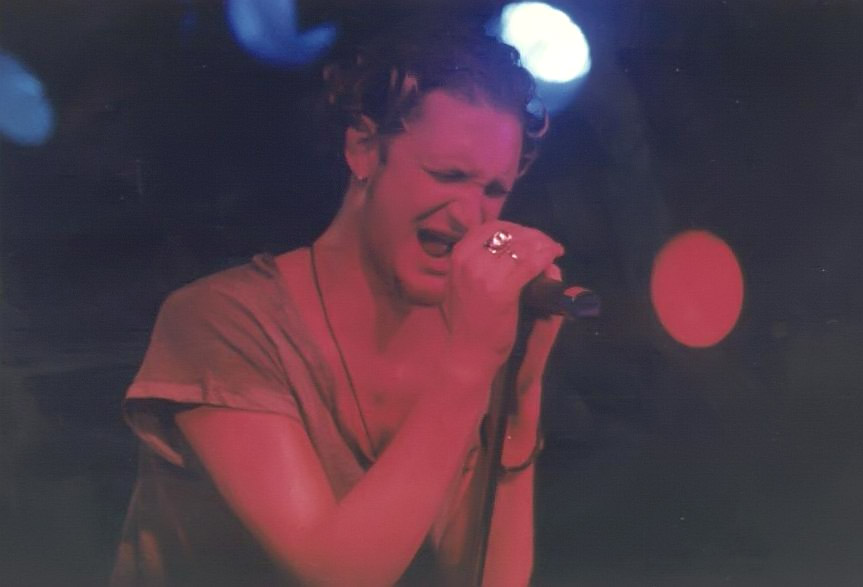
Staley pisał teksty na płytę w studiu w trakcie sesji

Liryka, będąca w głównej mierze autorstwa Staleya, jest mroczna i ponura. Steve Huey pisał, że „Jar of Flies jest o życiu z konsekwencjami, pełnymi głęboko odczuwanych refleksji na temat samotności, nałożonej na siebie izolacji i utraty ludzkich powiązań”. Caren Myers z „Details” uznała, iż płyta „oddaje znajome motywy utraty oraz rozpaczy w łagodniejszych tonach”, a „Rotten Apple” określała mianem „tęsknej kołysanki”. Dan Winfield z „The Gleaner” zwracał uwagę, że w tekstach Staleya wciąż przeważa ból, lecz w jego głosie jest więcej oczekiwania, przeczucia czegoś, co może wydarzyć się w przyszłości. Jon Pareles przyznawał za pośrednictwem „The New York Timesa”, że „Alice in Chains opowiadają o samotności na Jar of Flies, zestawie utworów o chropowatym indywidualizmie, który zmienił się w wygnanie”. Z kolei Kyle Anderson, autor książki  Accidental Revolution: The Story of Grunge (2007), podkreślał, że w stosunku do warstwy lirycznej na Dirt, gdzie – jego zdaniem – „Staley wykrzykiwał z bólu utwory z perspektywy ćpuna zamkniętego poprzez własny nałóg na świat”, teksty na Jar of Flies wydają się być „spojrzeniem człowieka dobrze zdającego sobie sprawę z tego, w jaki sposób uzależnił się od niego świat”. Anderson uważał, że otwierający wers w „I Stay Away” (Yeah, I want to travel south this year) wskazuje na „chęć samodoskonalenia”.
Warstwa liryczna utworu „No Excuses”, będąca autorstwa Cantrella, porusza wątek relacji interpersonalnych. Matt Melis z Consequence of Sound podkreślał, że wers You’re my friend, I will defend and if we change, well, I love you anyway, śpiewany wspólnie przez Cantrella i Staleya, czyni go „pięknym sentymentem o przyjaźni”. Według autora motyw osobistej walki z demonami wciąż się pojawia, ale w porównaniu z Dirt, „zespół wydaje się śpiewać o kroplach rosy na różach i wąsach kociąt”.

## Oprawa graficzna
Autorem zdjęć jest Rocky Schenck. Główna fotografia użyta jako okładka minialbumu została wykonana 8 września 1993 w jadalni artysty. Jak wspominał: „Zespół wymyślił nazwę i chciał aby okładka przedstawiała młodego chłopca wpatrującego się w słoik pełen much. Pamiętam, że poprosili mnie o wykorzystanie «szalonych kolorów» podczas filmowania, więc użyłem wielu różnych kolorowych żeli w świetle, aby móc osiągnąć ostateczny wygląd”. Asystent Schencka odbył kilka podróży do pobliskiej stajni, gdzie za pomocą siatki na motyle złapał kilkaset sztuk much.
Początkowo muzycy chcieli nazwać minialbum Son of Sap, nawiązując do poprzedniej epki z 1992 i pseudonimu Son of Sam (pol. „Syn Sama”) seryjnego mordercy Davida Berkowitza, lecz Cantrell zaproponował Jar of Flies. Zaczerpnięto go z doświadczenia szkolnego wykonywanego na lekcji nauk przyrodniczych przez gitarzystę. Będąc w trzeciej klasie, przyszły muzyk wykonał doświadczenie polegające na trzymaniu w domu dwóch słoików pełnych much. W jednym znajdowały się muchy dokarmiane, w drugim głodzone. W słoiku gdzie muchy były dożywiane z powodu szybkiego rozmnażania ginęły na skutek przegęszczenia. W słoiku gdzie muchy były niedożywiane, niektóre z nich przeżyły nawet rok. „Wydaje mi się, że gdzieś w tym jest jakiś morał. Ewidentnie eksperyment zrobił na Jerrym wielkie wrażenie” – wspominał Staley.

## Wydanie
| „Nigdy tak naprawdę nie planowaliśmy zrobienia muzyki, która byłaby przeznaczona do wydania w tym czasie. Ale wytwórnia to usłyszała i naprawdę polubiła ten materiał. To był raczej ich pomysł, a nie nasz, aby go wydać.”– Layne Staley |

W pierwotnym założeniu muzycy chcieli, aby Jar of Flies został wydany bez żadnego rozgłosu i promocji, tak jak minialbum Sap w 1992, jednak wytwórnia Columbia, usłyszawszy premierowy materiał, zmieniła plany dotyczące dystrybucji i kampanii promocyjnej. Ideą muzyków był pomysł, aby do każdego CD wytwórnia dołączyła cztery lub pięć martwych much. „Chcieliśmy umieścić plastikowe muchy na płycie, ale było to za drogie […] Wtedy pomyśleliśmy, żeby umieścić na nim wysuszone gówno, aby przyciągało własne muchy – projekt z udziałem publiczności. Sony też tego nie lubił” – wspominał Inez.
Minialbum został wydany 25 stycznia 1994, choć niektóre źródła za datę premiery podawały 14 stycznia. W rozmowie z magazynem „Guitar” Cantrell twierdził, że „nie jest to duży, ciężko-rockowy album. Nie o to nam chodziło. To po prostu coś, co zrobiliśmy dla zabawy”. Inez, odnosząc się do różnorodności stylistycznej, argumentował: „[Jar] jest jakby prawdziwą reprezentacją nas […] każda z piosenek brzmi trochę inaczej, co jest jedną z tych rzeczy, które lubię w Alice in Chains”.
Prócz standardowego wydania, decyzją wytwórni Jar of Flies ukazał się także w limitowanym nakładzie 2,5 tys. kopii na podwójnym winylu wraz z minialbumem Sap (1992; na pierwszej i drugiej stronie był Jar of Flies, na trzeciej Sap, a na czwartej znajdowało się logo Alice in Chains). W Europie Jar of Flies i Sap również wydano na podwójnym CD. W 1995 wyprodukowano limitowaną edycję CD-Plus. Dodatkami na albumie były teksty, biografia, dyskografia zespołu, teledyski do „No Excuses” i „I Stay Away” oraz fragmenty wywiadów z muzykami. Obraz był fioletowy, a zdjęcia pomarańczowe wykonane w negatywie. Na rynku ukazało się też LP/CD Lid off the Jar, będące zapisem wywiadu z muzykami.
Po premierze Staley podejmował kolejne wysiłki w walce z nałogiem, udając się na leczenie odwykowe do Hazelton Clinic w stanie Minnesota, spowodowane uzależnieniem od heroiny. Pogłębiający się nałóg wokalisty miał wpływ na wycofanie się Alice in Chains z letniej trasy koncertowej Shit Hits the Sheds Tour w 1994, gdzie formacja z Seattle miała występować w roli supportu przed Metalliką, a także z koncertu na festiwalu w Woodstock.
25 stycznia 2024, w związku z 30. rocznicą publikacji epki, Columbia i Legacy – oddział Sony – ogłosiło wydanie jubileuszowej reedycji. Oprócz standardowego czarnego 12”-calowego winyla, dostępnego u wszystkich sprzedawców detalicznych, oficjalny sklep internetowy zespołu zamieścił w swojej ofercie szereg wariantów Jar of Flies, w tym trójkolorowy winyl, kasetę magnetofonową, przezroczysty winyl z muchami osadzonymi na płycie i limitowany zestaw pudełkowy (3 tys. sztuk). Nadrukowany techniką sitodruku i pokryty promieniami UV shadowbox zawiera minialbum na trójkolorowym winylu, słoik z wytłoczonym logo z aktywowaną dotykiem czerwoną diodą LED i sztucznymi muchami, 60-stronnicową książkę w twardej oprawie oraz dwustronny plakat. Zespół wypuścił też szereg gadżetów związanych z Jar of Flies, w tym odzież z limitowanej edycji, zestaw do pokera, deskorolkę (stworzoną we współpracy z Welcome Skateboards) oraz pluszową zabawkę „Whale & Wasp”.

## Promocja

### Single
Minialbum Jar of Flies był promowany przez dwa single – „No Excuses” i „I Stay Away”. Pierwszy z wymienionych utworów okazał się sukcesem w rozgłośniach radiowych; 26 marca 1994, po siedmiu tygodniach obecności w notowaniu, dotarł – jako pierwszy singel w dotychczasowym dorobku Alice in Chains – na szczyt Album Rock Tracks, listy opracowywanej przez tygodnik „Billboard”. 23 kwietnia uplasował się na 48. miejscu w notowaniu Billboard Hot 100 Airplay. Singel cieszył się również powodzeniem na liście Modern Rock Tracks, gdzie dotarł do 3. lokaty – co także było najwyższą pozycją, osiągniętą do tej pory przez utwór zespołu. 30 kwietnia zajął on 32. miejsce na innym z notowań „Billboardu” – Top 40 Mainstream. „No Excuses” był notowany również na kanadyjskiej RPM 100 Hit Tracks (17. lokata), opracowywanej przez magazyn „RPM”. Do singla nagrano teledysk w reżyserii Matta Mahurina.
Drugim singlem promującym był „I Stay Away”. Uplasował się on na 10. miejscu listy Album Rock Tracks „Billboardu”. Teledysk, zrealizowany w stylu animacji poklatkowej, wyreżyserował Nick Donkin. Członkowie zespołu zostali w nim przedstawieni w formie marionetek znajdujących się w cyrku. Wideoklip otrzymał regularną rotację w MTV.

### Koncerty

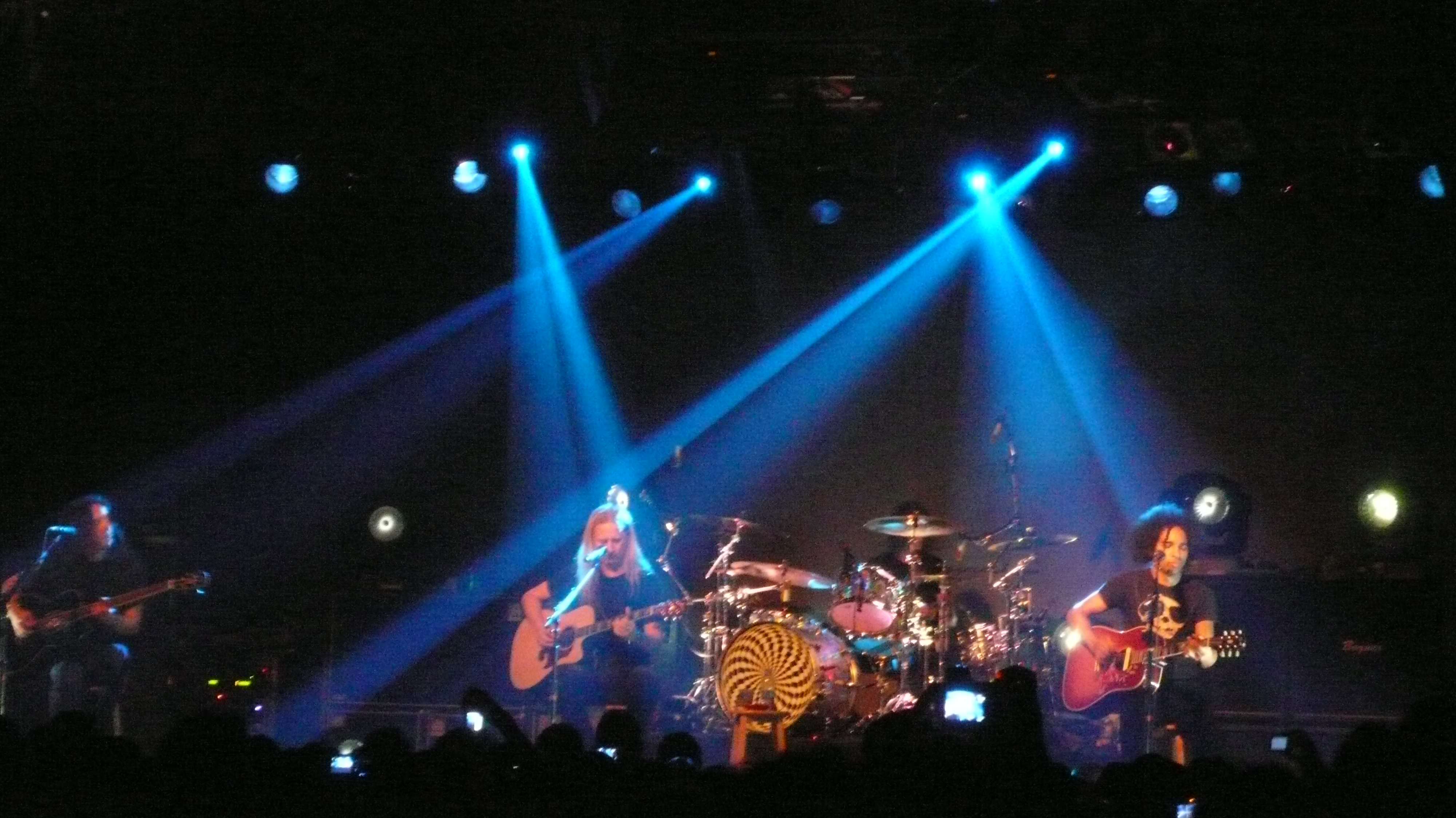
Część materiału z Jar of Flies jest regularnie wykonywana podczas koncertów zespołu (na zdj. w 2009)

Po zarejestrowaniu Jar of Flies, muzycy powrócili na trasę Down in Your Hole Tour, koncertując w Stanach Zjednoczonych, Europie, Japonii i po raz pierwszy na kontynencie australijskim, promując m.in. materiał z niewydanego jeszcze minialbumu. Członkowie zespołu zdecydowali się włączyć do swoich występów część nowych utworów, chcąc urozmaicić setlisty. Kompozycje „Rotten Apple” i „Nutshell” jako pierwsze zadebiutowały na żywo; ich premiery odbyły się w trakcie występów we wrześniu 1993 w Stanach Zjednoczonych. Prezentowano je również podczas koncertów w Europie, Japonii oraz w Australii w październiku i listopadzie. „No Excuses” zadebiutował na koncercie w Hollywood Palladium w Los Angeles 7 stycznia 1994, będącym częścią benefisu Johna Norwooda Fishera z zespołu Fishbone. Wszedł on także, wraz z „Nutshell”, w skład setlisty występu z serii MTV Unplugged, który odbył się 10 kwietnia 1996 w Majestic Theatre w Nowym Jorku. Jego zapis zamieszczono na albumie koncertowym Unplugged (1996).
Utwór „I Stay Away” został wykonany na żywo raz. Miało to miejsce 2 listopada 2007 w trakcie charytatywnego koncertu na rzecz szpitala Seattle Children’s, który odbył się w Benaroya Hall w Seattle, przy akompaniamencie ponad 200-osobowej orkiestry symfonicznej Northwest Symphony Orchestra. Z kolei „Don’t Follow” zadebiutował w 2006 w ramach Finish What we Started Tour. Kompozycja „Nutshell” jest regularnie dedykowana pamięci Layne’a Staleya i Mike’a Starra.

## Odbiór

### Krytyczny
| AllMusic                      | [ 42 ] |
| „Chicago Tribune”             | [ 83 ] |
| Encyclopedia of Popular Music | [ 84 ] |
| „Entertainment Weekly”        | B-     |
| „Kerrang!”                    | [ 43 ] |
| „Los Angeles Times”           | [ 85 ] |
| „NME”                         | [ 86 ] |
| „The Philadelphia Inquirer”   | [ 87 ] |
| „Q”                           | [ 31 ] |
| „Rolling Stone”               | [ 44 ] |
| Rolling Stone Album Guide     | [ 45 ] |
| Spin Alternative Record Guide | [ 88 ] |
| „Tylko Rock”                  | [ 5 ]  |

Steve Huey z AllMusic opisywał minialbum jako „mroczny i wspaniały”, dodając, że „Jar of Flies jest dyskretnym szokiem, boleśnie wspaniałym i wstrząsająco smutny jednocześnie. W pewnym sensie jest to logiczny sequel Dirt [1992] – pomimo okleiny spokoju, głosy utworów wciąż winią tylko siebie samego”. Huey zwracał uwagę, że „nastrój panujący na płycie jest depresyjny i mroczny, lecz ze względu na wzruszającą warstwę brzmieniową, wytwarza pewne poczucie akceptacji”. Autor wyrażał pochlebną opinię na temat gry Cantrella, podkreślając techniczny aspekt pracy gitar, których brzmienie porównał do tego panującego na Dirt. Tom Sinclair z „Entertainment Weekly” napisał: „Jeżeli przełomowy album Alice in Chains, Dirt, uchwycił rozpacz mężczyzn tarzających się w duchowym szambie, to Jar of Flies brzmi jak opis tych samych facetów ze zwisającymi nogami w mętnej wodzie”. Katherine Turman przyznawała za pośrednictwem „Los Angeles Timesa”, że „Jar of Flies brakuje emocjonalnej intensywności i niezapomnianych utworów”, które wyróżniały Alice in Chains na poprzednich płytach. Autorka w dalszej części dodała: „Ogólny klimat kolekcji siedmiu utworów jest mocny, ciepły i eteryczny, ale poza kilkoma wyjątkami, kompozycje są zbyt liniowe i statyczne, by być przekonującymi”.
„Melody Maker” pisał: „To jest metal transponowany do czasu snu. Prawdziwy rarytas”. Jon Pareles z „The New York Timesa” zwracał uwagę, że mimo zastosowania wielu efektów gitarowych, brzmienie wcale nie prowadzi do wielkiego crescendo, lecz dryfuje ku ponurej rezygnacji. Zaznaczał, że schemat budowy utworów i sama muzyka mocno nawiązują do kompozytorów lat 70., takich jak James Taylor („I Stay Away”) czy Neil Young („Nutshell”). Mark Cooper oceniał na łamach magazynu „Q”, że „nie ma niczego wyzwalającego na Jar of Flies – melodie to seria zabiegów, które nie są zainteresowane ucieczką czy transcendencją, a jedyną radością jest zdolność Alice do stawienia czoła własnym demonom. Delikatnie tkane instrumentalne partie we «Whale & Wasp» czy sekcja smyczkowa w «I Stay Away» to chwile wytchnienia pośród duchowego pustkowia takich kompozycji jak «Rotten Apple», ale w większości przypadków, ta muzyka jest przeciągana ze studni depresji”. Paul Evans z „Rolling Stone’a” podkreślał, że niektóre kompozycje tematyką przypominają te z albumu Dirt, jednak poprzez akustyczne brzmienie, nabierają zupełnie innego znaczenia. Według Roba Sheffielda z branżowego „Spin” „Jar of Flies oddaje mnóstwo złych nastrojów”. Autor podkreślał przy tym, że „jest to najcieplejszy i najbardziej odprężający album w dorobku zespołu”.

### Komercyjny
W pierwszym tygodniu od premiery Jar of Flies osiągnął sprzedaż na poziomie 141 tys. egzemplarzy w Stanach Zjednoczonych. 12 lutego 1994 zadebiutował on na 1. pozycji w zestawieniu Billboard 200, przechodząc do historii jako pierwszy album wydany w formacie EP, który tego dokonał. Łącznie był notowany na liście przez pięćdziesiąt dziewięć tygodni. Minialbum uplasował się także na czołowych miejscach list przebojów w wielu krajach, w tym w Australii (2. lokata), Finlandii (3. lokata), Kanadzie (5. lokata), Norwegii (7. lokata), Nowej Zelandii (1. lokata) oraz w Wielkiej Brytanii (4. miejsce). Cantrell, odnosząc się do kwestii przyjęcia minialbumu, przyznawał: „Nie mogliśmy uwierzyć, że poszło tak dobrze. Sukces Jar of Flies pokazał, że możemy robić co nam się podoba i że innym osobom także będzie się to podobać”. Również Inez wyrażał zaskoczenie związane z odbiorem płyty.
Niespełna dwa miesiące po premierze, 15 marca 1994 Jar of Flies otrzymał od zrzeszenia amerykańskich wydawców muzyki Recording Industry Association of America (RIAA) certyfikat 2-krotnej platyny w Stanach Zjednoczonych. 24 kwietnia, przekroczywszy próg 15 tys. sprzedanych kopii w Nowej Zelandii, uzyskał od tamtejszego stowarzyszenia Recorded Music NZ (RMNZ) certyfikat platyny. 30 maja płyta odnotowała w Kanadzie wolumen sprzedaży na poziomie 100 tys. egzemplarzy, otrzymując od organizacji Music Canada (MC) certyfikat platyny. 31 sierpnia sprzedaż Jar of Flies przekroczyła w Kanadzie 200 tys. kopii, dzięki czemu uzyskał on certyfikat 2-krotnej platyny. 1 stycznia 1995 epka odnotowała w Wielkiej Brytanii ilość sprzedanych egzemplarzy w liczbie 60 tys., otrzymując od British Phonographic Industry (BPI) certyfikat srebrnej płyty. 21 stycznia, z wynikiem 1 miliona 400 tys. nośników, Jar of Flies został uwzględniony w rankingu najlepiej sprzedających się albumów 1994, opublikowanym przez „Billboard”. 19 września, przekroczywszy próg sprzedaży 1,5 miliona kopii w Stanach Zjednoczonych, minialbum otrzymał od RIAA certyfikat 3-krotnej platyny.
Według danych przedstawionych przez Nielsen SoundScan w 2008, nakład płyty w Stanach Zjednoczonych wyniósł 2 miliony 200 tys. egzemplarzy, co czyni ją drugim – po Dirt – najlepiej sprzedającym się wydawnictwem w dyskografii Alice in Chains. 5 sierpnia 2022 Jar of Flies uzyskał od RIAA certyfikat 4-krotnej platyny, osiągnąwszy próg sprzedaży 4 milionów kopii w Stanach Zjednoczonych.
Wznowione wydanie z 2024 odnotowano m.in. na kilku rankingach „Billboardu”. Epka zadebiutowała na pięciu listach, do których nie dotarła w pierwotnym wydaniu z 1994 lub w owym czasie rankingi te nie istniały. Spośród nich 1. miejsce Jar of Flies osiągnął 6 kwietnia w notowaniu Top Vinyl Albums. Uplasował się też w pierwszej dziesiątce na listach Top Hard Rock Albums (3. miejsce) i Top Alternative Albums (10. lokata). Po raz pierwszy został odnotowany na Top Rock Albums (14. pozycja) i Top Rock & Alternative Albums (18. miejsce). W ostatnim tygodniu marca sprzedał się w liczbie 9 tys. 388 kopii w Stanach Zjednoczonych, dzięki czemu uplasował się na 6. pozycji na liście Top Album Sales. Powrócił również do zestawienia Billboard 200, będąc notowanym na 91. lokacie. 

### Nagrody i nominacje

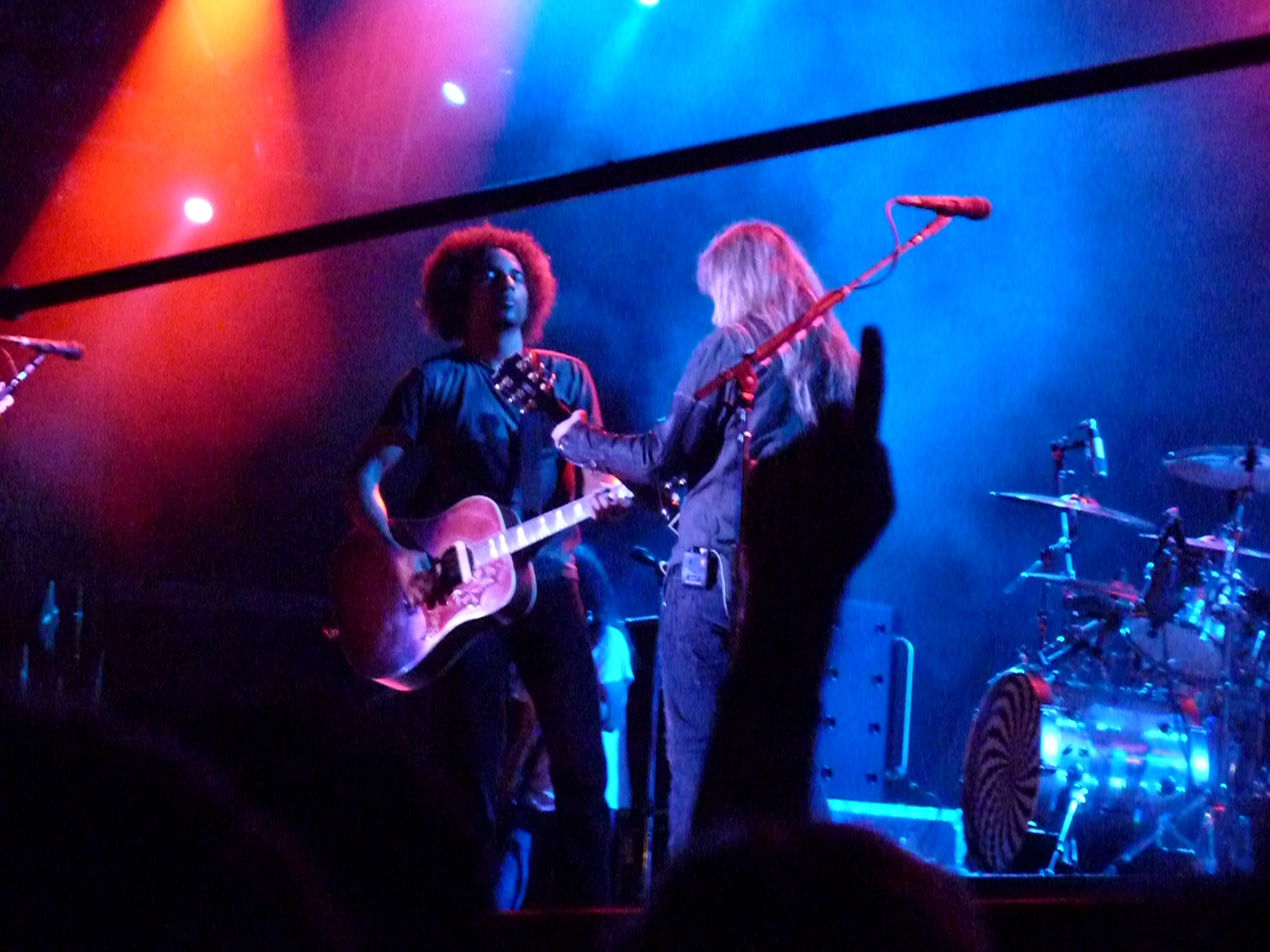
Utwór „Nutshell” regularnie dedykowany jest pamięci Staleya i Starra podczas koncertów zespołu

7 grudnia 1994, podczas 6. ceremonii wręczenia Billboard Music Award, „No Excuses” został wyróżniony nominacją w kategorii Top Rock Song. Utwór Alice in Chains przegrał rywalizację z kompozycją „Shine” Collective Soul. National Academy of Recording Arts and Sciences (NARAS) nominowało singel „I Stay Away” do nagrody Grammy w kategorii Best Hard Rock Performance, lecz w trakcie 37. gali wręczenia, która odbyła się 1 marca 1995 w Shrine Auditorium, kompozycja przegrała z utworem „Black Hole Sun” Soundgarden. Z kolei odpowiedzialna za design minialbumu Mary Maurer uzyskała nominację w kategorii Best Recording Package.
| Rok  | Nagroda               | Kategoria                  | Odbiorcy i nominowani | Wynik     | Źródło  |
| ---- | --------------------- | -------------------------- | --------------------- | --------- | ------- |
| 1994 | Billboard Music Award | Top Rock Song              | „No Excuses”          | Nominacja | [ 108 ] |
| 1995 | Nagroda Grammy        | Best Hard Rock Performance | „I Stay Away”         | Nominacja | [ 109 ] |
| 1995 | Nagroda Grammy        | Best Recording Package     | Mary Maurer           | Nominacja | [ 112 ] |

### Zestawienia
| Rok  | Tytuł                                                       | Publikacja      | Pozycja | Źródło  |
| ---- | ----------------------------------------------------------- | --------------- | ------- | ------- |
| 1995 | „Album roku”                                                | „Raw”           | 3       | [ 113 ] |
| 1996 | „25 najlepszych albumów lat 90.”                            | „Start!”        | 15      | [ 113 ] |
| 2011 | „10 najlepszych albumów 1994 roku”                          | „Guitar World”  | 4       | [ 114 ] |
| 2014 | „10 najlepszych hardrockowych albumów 1994 roku”            | Loudwire        | 5       | [ 115 ] |
| 2014 | „50 albumów będących ikonami listy 1994 roku”               | „Guitar World”  | 1       | [ 116 ] |
| 2014 | „40 najlepszych albumów alternatywnych 1994 roku”           | „Rolling Stone” | 12      | [ 117 ] |
| 2015 | „25 najbardziej wpływowych grunge’owych albumów w historii” | Diffuser        | 10      | [ 118 ] |
| 2019 | „50 najlepszych grunge’owych albumów”                       | „Rolling Stone” | 42      | [ 119 ] |

## Dziedzictwo

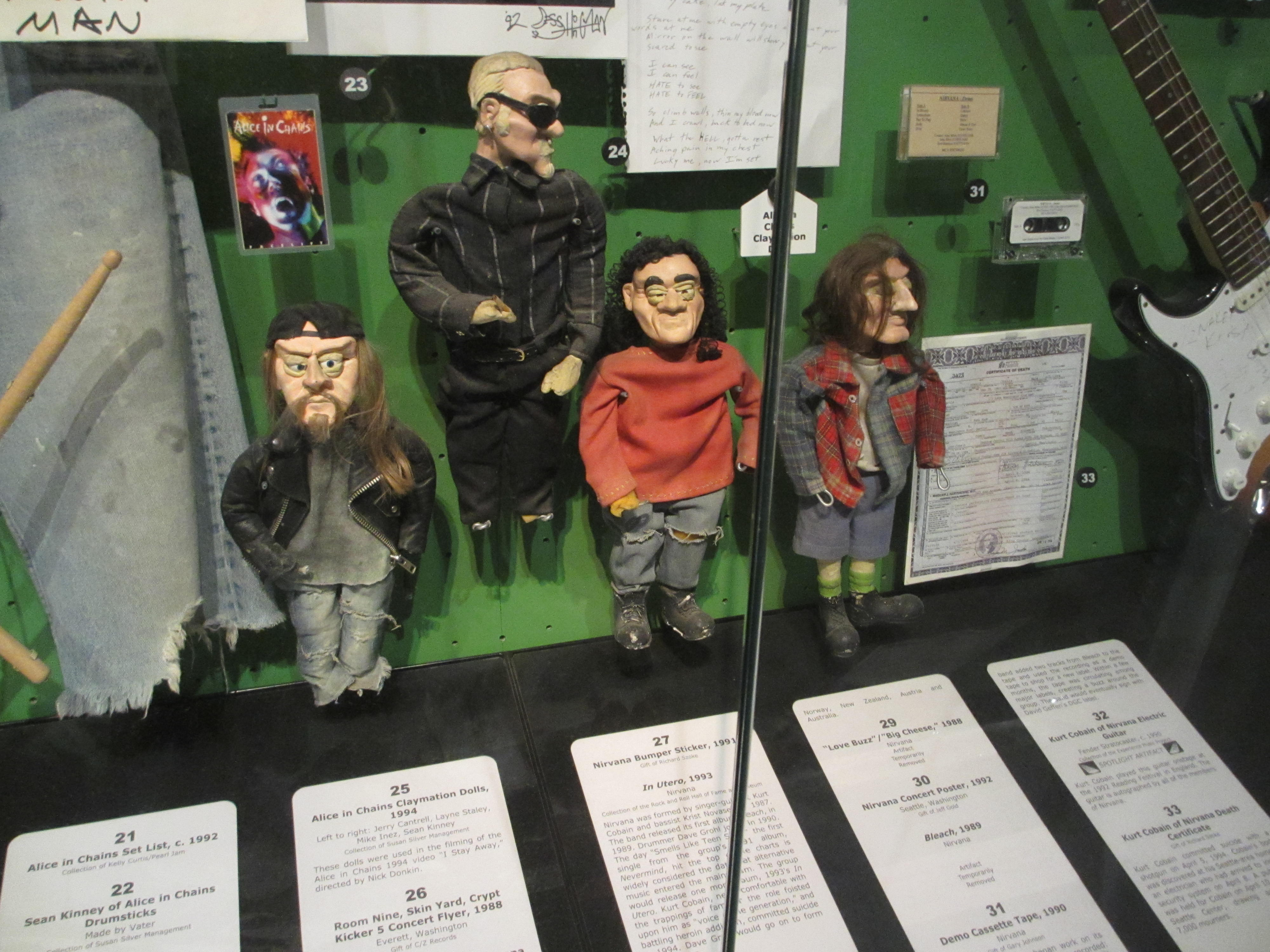
Marionetki użyte w teledysku do utworu „I Stay Away” mieszczą się w muzeum Rock and Roll Hall of Fame (na zdj. w 2013)

Dan Winfield z „The Gleaner” był zdania, że dzięki dużej różnorodności brzmieniowej, charakteryzującej Jar of Flies, zespołowi udało się zerwać z przyczepioną łatką „grunge”. Jon Hotten z magazynu „Raw” uważał, że minialbum Alice in Chains był najlepszą płytą wywodzącą się z tzw. sceny Seattle, wydaną po Ten (1991) Pearl Jamu i Nevermind (1991) Nirvany.
Tim Karan ze strony The A.V. Club zwracał uwagę, że Jar of Flies – z perspektywy czasu – odegrał niedocenioną rolę w ewolucji grunge’u, który w połowie lat 90. znajdował się u szczytu popularności. Autor podkreślał, że minialbum Alice in Chains w znacznym stopniu poszerzył granice gatunku. Jak zaznaczał, zaledwie kilka tygodni po premierze Jar of Flies, Soundgarden wydał przełomowy pod względem komercyjnym album Superunknown (także zadebiutował na szczycie zestawienia Billboard 200, co oznaczało, że w ciągu ostatnich sześciu miesięcy zespoły z Seattle zajmowały szczyty list przebojów przez nie mniej niż osiem tygodni), również zawierający eksperymentalne rozwiązania brzmieniowe. Podobna sytuacja miała miejsce w przypadku Stone Temple Pilots (uważanego za piąty pod względem popularności zespół kojarzony z grunge’em) i płyty Purple (1994), posiadającej elementy muzyki popowej i country. W podsumowaniu autor stwierdził, że „Jar of Flies pozostanie kapsułą czasu, nie tylko jako ważny element w złotym okresie działalności Alice in Chains, ale również jako jeden z najbardziej nieoczekiwanych tygodni w historii gatunku – biorąc pod uwagę, że etos grunge’u był zakorzeniony w niechętnych próbach osiągnięcia czegokolwiek”.
Ivan Moody, frontman i wokalista Five Finger Death Punch, wspominał: „Alice in Chains naprawdę mnie ukształtowali. Są jednym z moich największych wpływów i pozostaną na zawsze. Cały czas wracam do Dirt [1992]. Jar of Flies to jedna z moich ulubionych płyt wszech czasów. Teksty na obu tych wydawnictwach są po prostu tak zapadające w pamięć i tak potężne. Layne był jedyny w swoim rodzaju”. Minialbum Alice in Chains miał również znaczący wpływ na innych wykonawców, których utwory nawiązywały do brzmienia Jar of Flies, czego przykładem mogą być: „Touch, Peel and Stand” (Days of the New), „Touché” (Godsmack), „Blurry” (Puddle of Mudd), „Broken” (Seether) oraz „It’s Been Awhile” (Staind). Akustyczna epka Black Out the Sky (2018) zespołu Strung Out była inspirowana Jar of Flies, podobnie jak minialbum Kill the Sun (2019) grupy Cane Hill.
Marionetki użyte w teledysku do „I Stay Away” są dostępne w muzeum Rock and Roll Hall of Fame w Cleveland w stanie Ohio.

## Lista utworów
| Nr | Tytuł utworu                    | Autorzy                                   | Długość |
| -- | ------------------------------- | ----------------------------------------- | ------- |
| 1. | „Rotten Apple”                  | Layne Staley • Jerry Cantrell • Mike Inez | 6:58    |
| 2. | „Nutshell”                      | Staley • Cantrell • Inez • Sean Kinney    | 4:19    |
| 3. | „I Stay Away”                   | Staley • Cantrell • Inez                  | 4:14    |
| 4. | „No Excuses”                    | Cantrell                                  | 4:15    |
| 5. | „Whale & Wasp” (instrumentalny) | Cantrell                                  | 2:37    |
| 6. | „Don’t Follow”                  | Cantrell                                  | 4:22    |
| 7. | „Swing on This”                 | Staley • Cantrell • Inez • Kinney         | 4:04    |
|    |                                 |                                           | 30:49   |

## Personel
Opracowano na podstawie materiału źródłowego:
| Alice in Chains - Layne Staley – śpiew - Jerry Cantrell – śpiew (4, 6), gitara akustyczna, gitara elektryczna, wokal wspierający, talk box (1) - Mike Inez – akustyczna gitara basowa, gitara dwunastostrunowa (3), dodatkowy wokal wspierający (6) - Sean Kinney – perkusja Muzycy sesyjni - April Acevez – altówka (3) - Darrel Peters – dodatkowy wokal wspierający - David Atkinson – harmonijka ustna (6) - Justine Foy – wiolonczela (3, 5) - Matthew Weiss – altówka (3) - Randy Biro – dodatkowy wokal wspierający (6) - Rebecca Clemons-Smith – wiolonczela (3, 5) | Produkcja - Producent muzyczny: Alice in Chains - Inżynier dźwięku: Toby Wright, asystent: Jonathan Plum - Miksowanie: Toby Wright w Scream Studio, Los Angeles, asystent: Liz Sroka (17–22 września 1993) - Mastering: Precision Mastering Oprawa graficzna - Dyrektor artystyczny: Mary Maurer - Zdjęcia: Rocky Schenck, zdjęcia zespołu: Pete Cronin - Zdjęcia (mikroskop elektronowy): Alicia K. Thompson Management - Zarządzanie: Susan Silver |

## Pozycje na listach i certyfikaty
| Lista (1994)                                                | Pozycja |
| ----------------------------------------------------------- | ------- |
| Alben Top 100 (Szwajcaria)                                  | 31      |
| Album Mega Top 100 (Holandia)                               | 17      |
| Billboard 200 (Stany Zjednoczone)                           | 1       |
| Billboard European Hot 100 (Europa)                         | 11      |
| Nielsen Music Control & IFPI (Dania)                        | 5       |
| NZ Top 40 Albums Chart (Nowa Zelandia)                      | 1       |
| Official Albums Chart Top 75 (Wielka Brytania)              | 4       |
| Offizielle Top 100 (Niemcy)                                 | 25      |
| RPM 100 (Kanada)                                            | 5       |
| Suomen virallinen lista (Finlandia)                         | 3       |
| Top 50 Albums (Australia)                                   | 2       |
| Topp 40 Album (Norwegia)                                    | 7       |
| Topplistan (Szwecja)                                        | 6       |
| Ö3 Austria Top 40 (Austria)                                 | 22      |
| Lista (2021)                                                | Pozycja |
| Top 75 Albums (Grecja)                                      | 20      |
| Lista (2024)                                                | Pozycja |
| Alben Top 100 (Szwajcaria)                                  | 56      |
| Album Top 40 slágerlista (Węgry)                            | 22      |
| Billboard 200 (Stany Zjednoczone)                           | 91      |
| Billboard Canadian Albums (Kanada)                          | 68      |
| Billboard Top Alternative Albums (Stany Zjednoczone)        | 10      |
| Billboard Top Hard Rock Albums (Stany Zjednoczone)          | 3       |
| Billboard Top Rock Albums (Stany Zjednoczone)               | 14      |
| Billboard Top Rock & Alternative Albums (Stany Zjednoczone) | 18      |
| Billboard Top Tastemaker Albums (Stany Zjednoczone)         | 4       |
| Billboard Top Vinyl Albums (Stany Zjednoczone)              | 1       |
| Catalog Albums (Stany Zjednoczone)                          | 35      |
| Official Rock & Metal Albums Chart Top 40 (Wielka Brytania) | 1       |
| Official Scottish Albums Chart Top 100 (Szkocja)            | 10      |
| Official Vinyl Albums Chart (Wielka Brytania)               | 3       |
| Offizielle Top 100 (Niemcy)                                 | 47      |
| Plötutíðindi (Islandia)                                     | 28      |
| Suomen virallinen lista (Finlandia)                         | 36      |
| Top Albums (Portugalia)                                     | 80      |
| Top 100 Albums Chart (Hiszpania)                            | 51      |
| TOTS Top 40 Foreign Albums Chart (Chorwacja)                | 15      |
| Ultratop 200 Albums (Belgia)                                | 195     |
| Ultratop 200 Albums (Wa) (Belgia)                           | 82      |
| Ö3 Austria Top 40 (Austria)                                 | 68      |

| Lista (1994)                                       | Pozycja |
| -------------------------------------------------- | ------- |
| Billboard 200 (Stany Zjednoczone)                  | 52      |
| Lista (2024)                                       | Pozycja |
| Billboard Top Hard Rock Albums (Stany Zjednoczone) | 49      |

| Rok                                             | Singel        | Najwyższa pozycja             | Najwyższa pozycja     | Najwyższa pozycja      | Najwyższa pozycja     | Najwyższa pozycja |
| Rok                                             | Singel        | USA Billboard Hot 100 Airplay | USA Album Rock Tracks | USA Modern Rock Tracks | USA Top 40 Mainstream | CAN               |
| ----------------------------------------------- | ------------- | ----------------------------- | --------------------- | ---------------------- | --------------------- | ----------------- |
| 1994                                            | „No Excuses”  | 48                            | 1                     | 3                      | 32                    | 17                |
| 1994                                            | „I Stay Away” | –                             | 10                    | –                      | –                     | –                 |
| „–” oznacza, że singel nie dostał się na listę. |               |                               |                       |                        |                       |                   |

| Rok  | Tytuł          | Najwyższa pozycja     |
| Rok  | Tytuł          | USA Album Rock Tracks |
| ---- | -------------- | --------------------- |
| 1994 | „Don’t Follow” | 25                    |

| Państwo                  | Certyfikat         | Sprzedaż   |
| ------------------------ | ------------------ | ---------- |
| Kanada (MC)              | 2× platynowa płyta | 200 000+   |
| Nowa Zelandia (RMNZ)     | platynowa płyta    | 15 000+    |
| Stany Zjednoczone (RIAA) | 4× platynowa płyta | 4 000 000+ |
| Wielka Brytania (BPI)    | srebrna płyta      | 60 000+    |